# 埃及第三十王朝
埃及第三十王朝是古埃及历史上的一个王朝，其统治者为埃及本土人，首都位于塞本尼托斯。第三十王朝与第二十六王朝、第二十七王朝、第二十八王朝、第二十九王朝和第三十一王朝统称古埃及晚期。
前380年将军内克塔内布一世废黜第二十九王朝末代法老尼斐利提斯二世篡位，建立第三十王朝。虽然内克塔内布一世占据了整个埃及，但终其在位都在反抗波斯的再次征服，并接受来自斯巴达和雅典的海上援助。前365年，内克塔内布一世将儿子塔科斯确定为共治法老和继承人。内克塔内布一世死后，塔科斯入侵波斯统治的腓尼基地区（今叙利亚和以色列一带），并取得一些胜利。但由于他的兄弟Tjahapimu的阴谋诡计，塔科斯失去了王位。Tjahapimu利用了塔科斯在埃及的不得人心，宣布自己的儿子内克塔内布二世为法老。塔科斯被迫流亡波斯。
内克塔内布二世在位期间，埃及受到波斯重新征服的威胁。最初十年里，埃及避免了被重新征服，因为波斯国王阿尔塔薛西斯三世被迫将波斯统一在自己的统治之下。前351年或前350年的冬季，阿尔塔薛西斯三世发起一次对埃及失败的征服，这次失败的征服导致了塞浦路斯、腓尼基和西里西亚的叛乱。虽然内克塔内布二世支持这些叛乱，但最终仍被波斯镇压，并于前343年再次入侵埃及。这次入侵是成功的，内克塔内布二世被迫从尼罗河三角洲退往孟斐斯，然而证明了这是失策。他随即向南逃往努比亚，他可能在那里受到纳帕塔国王Nastasen的庇护。
虽然有一位名叫Khabash的人物发起反抗波斯的叛乱，并在前338年至前335年间自称法老，但内克塔内布二世仍被认为是第三十王朝最后一位法老。内克塔内布二世的流亡标志着古埃及作为一个独立实体时代的终结。

## 法老列表
| 首名（Prenomen）          | 法老名         | 在位              |
| ------------------------- | -------------- | ----------------- |
| Kheperkare                | 内克塔内布一世 | 前380年 – 前362年 |
| Irmaatenre                | 塔科斯         | 前362年 – 前360年 |
| Senedjemibra Setepeninhur | 内克塔内布二世 | 前360年 – 前343年 |